# Örebro Weckoblad (1784)
Örebro Weckoblad  var en dagstidning utgiven 19 januari 1784 till den 7 augusti 1784.
Tidningen trycktes i Örebro hos J. P. Lindh med frakturstil på kvarto format 16,8 x 12,5 cm. Tidningen kom ut en gång i veckan med 4 sidor. Priset var 24 skilling för 50 nummer. I kungliga biblioteket finns några nummer av tidningen bevarade.